# Zaprionus camerounensis
Zaprionus camerounensis är en tvåvingeart som beskrevs av Chassagnard och Tsacas 1993. Zaprionus camerounensis ingår i släktet Zaprionus och familjen daggflugor.
Artens utbredningsområde är Kamerun. Inga underarter finns listade i Catalogue of Life.